# Condado de McCracken
O Condado de McCracken é um dos 120 condados do estado americano de Kentucky. A sede do condado é Paducah, e sua maior cidade é Paducah. O condado possui uma área de 694 km² (dos quais 44 km² estão cobertos por água), uma população de 65 514 habitantes, e uma densidade populacional de 101 hab/km² (segundo o censo nacional de 2000). O condado foi fundado em 1824.